# Жарко Томашевич
Жарко Томашевич (серб. Žarko Tomašević / Жарко Томашевић; нар. 22 лютого 1990, Плєвля) — чорногорський футболіст, захисник клубу «Дечич».

## Клубна кар'єра
Вихованець чорногорського клубу «Морнар». 
У вісімнадцятирічному віці підписав контракт з португальським клубом «Насьйонал», відігравши сезон у молодіжному складі три сезони з 2009 по 2012 виступав за основний склад команди, частину сезону 2011/12 перебував в оренді в «Уніау Мадейра».
У сезоні 2012/13 років перебував у складі сербського клубу «Партизан», але через конкуренцію так і не провів жодного матчу за белградський клуб.
З сезону 2013/14 виступав у складі бельгійського клубу «Кортрейк». За три роки провів за цю команду 98 матчів та забив дев'ять голів.
Влітку 2016 на правах вільного агента перейшов до іншого бельгійського клубу «Остенде». За три сезони провів за цю команду 66 матчів та забив три голи.
3 серпня 2019 року на правах вільного агента перейшов до казахського клубу «Астана».
Покинувши «Астану» наприкінці 2021 року, 27 січня 2022 року Томашевич підписав однорічний контракт з «Тоболом». 15 січня 2023 року «Тобол» оголосив про розірвання контракту з Томашевичем за взаємною згодою сторін, і того ж дня Томашевич знову підписав контракт з «Астаною».
З 2024 року захищає кольори клубу «Дечич».

## Виступи за збірну
З 2009 по 2013 виступав у складі молодіжної збірної Чорногорії, провів 13 матчів.
2010 року дебютував в офіційних матчах у складі національної збірної Чорногорії. Наразі провів у формі головної команди країни 51 матч, забивши 5 голів.

### Голи за національну збірну
| #  | Дата            | Місце проведення                           | Суперник  | Гол | Рахунок | Турнір               |
| -- | --------------- | ------------------------------------------ | --------- | --- | ------- | -------------------- |
| 1. | 8 вересня 2014  | Стадіон под Горіцом, Подгориця, Чорногорія | Молдова   | 2–0 | 2–0     | Кваліфікація ЧЄ 2016 |
| 2. | 24 березня 2016 | Георгіос Караїскакіс, Пірей, Греція        | Греція    | 1–1 | 1–2     | Товариський матч     |
| 3. | 8 жовтня 2016   | Стадіон под Горіцом, Подгориця, Чорногорія | Казахстан | 1–0 | 5–0     | Кваліфікація ЧС 2018 |
| 4. | 8 жовтня 2017   | Національний стадіон (Варшава), Польща     | Польща    | 2–2 | 2–4     | Кваліфікація ЧС 2018 |
| 5. | 27 березня 2021 | Стадіон под Горіцом, Подгориця, Чорногорія | Гібралтар | 3–1 | 4–1     | Кваліфікація ЧС 2022 |

## Титули і досягнення
- Чемпіон Казахстану (2):

«Астана»: 2019, 2022
- Володар Суперкубка Казахстану (3):

«Астана»: 2020, 2023
«Тобол»: 2022
- Володар Кубка Чорногорії (1):

«Дечич»: 2024-25